# Nationale Wadym-Hetman-Wirtschaftsuniversität Kiew

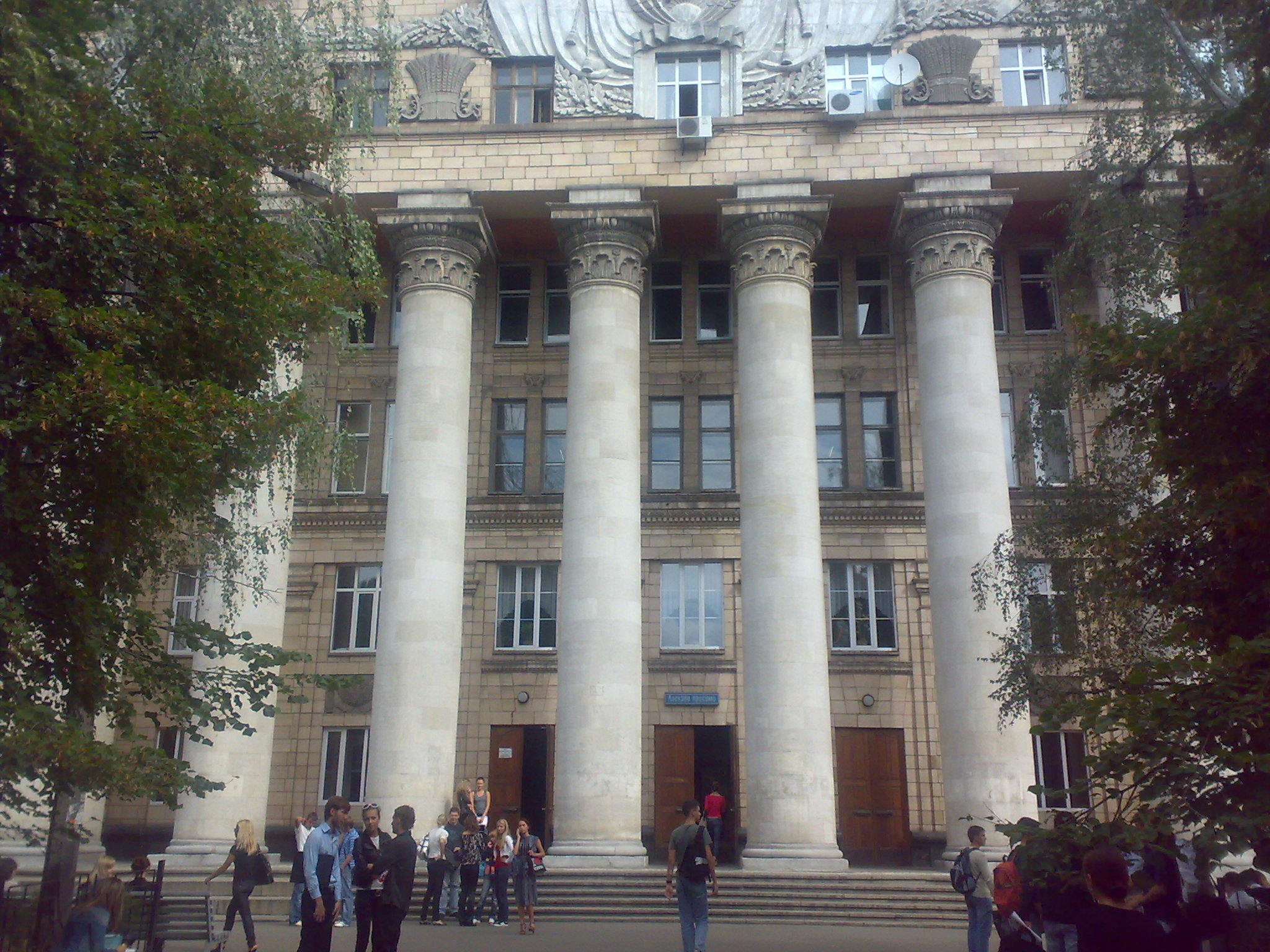
Eingang des Hauptgebäudes der Universität

Die Nationale Wirtschaftsuniversität Kiew (ukrainisch Київський національний економічний університет імені Вадима Гетьмана; englisch Kyiv National Economic University (KNEU)) ist eine ukrainische Hochschule in Kiew.
Die Universität besteht aus 6 Fakultäten und 3 Instituten, an denen insgesamt 11.115 Studenten studieren und 820 Dozenten tätig sind. Von diesen tragen 151 den Professoren- oder Doktortitel.

## Überblick
1992 erfolgte die Umbenennung der 1906 gegründeten „Hochschule für Volkswirtschaft“ in „Staatliche Wirtschaftsuniversität Kiew“. 1997 wurde sie zunächst in „Nationale Wirtschaftsuniversität Kiew“ umbenannt. Nach dem gewaltsamen Tod des ukrainischen Politikers und Finanzexperten Wadym Hetman im Jahr 1998 wurde die Hochschule zusätzlich nach diesem benannt.
Seit 1990 findet eine wissenschaftliche Zusammenarbeit mit der Universität Konstanz statt. Seit 2000 gibt es den ukrainisch-deutschen Magisterstudiengang „Magister für internationale Wirtschaftswissenschaften“. Auch mit der Philipps-Universität Marburg gibt es seit 2000 eine erweiterte Kooperationsvereinbarung.
Die Universität bietet vierjährige Bachelor- und ein- bis zweijährige Masterstudiengänge sowie zwei- bis dreijährige postgraduale und Doktoratsstudiengänge (PhD) im Zusammenhang mit Ökonomie und Management an. Die Lehr- und Forschungsaktivitäten verteilen sich auf 64 Lehrstühle, davon an der Universität 38 Lehrstühle, am Ökonomischen Institut Krywyj Rih 16 und an der Krymskyj Fakultet zehn Lehrstühle. Der Universität sind folgende Institute angegliedert:
- Ökonomisches Institut Krywyj Rih
- Krymskyj Fakultet in Simferopol
- Ukrainisches Institut für Börsenmarktentwicklung
- Ukrainisches Trainingszentrum für Versicherungswesen
- Schule für Bankwesen

## Fakultäten und Instituten
- Fakultät für Internationale Ökonomie und Management
- Fakultät für Marketing
- Fakultät für Personalmanagement, Soziologie und Psychologie
- Fakultät für Steuermanagement
- Fakultät für Finanzwissenschaften
- Fakultät für Ökonomie und Management
- Institut für Rechtswissenschaften
- Institut für Informationssysteme in der Wirtschaft
- Institut für Weiterbildung (Fernuniversität)[2]

## Partnerschaften
- Universität Bremen, Deutschland
- Philipps-Universität Marburg, Deutschland
- Universität Konstanz, Deutschland
- Nationale Universität Donezk (DonNU), Ukraine
- Nationale Wirtschaftsuniversität Odessa (OSEU), Ukraine
- Nationale Wirtschaftsuniversität Ternopil (TANE), Ukraine
- IGS (Institute de Gestion Sociale), Paris, Frankreich
- Northumbria Universität, Großbritannien
- Institut für Seeverkehrswirtschaft und Logistik, Deutschland

## Bekannte Doktoren und Alumni
An der Universität lehrten und lernten u. a. der Mathematiker und Ökonom Eugenius Slutsky (Slutsky-Zerlegung), der Mathematiker und Zahlentheoretiker Dmitri Grawe (1863–1939), der Pathophysiologist Oleksandr Bohomolez (1881–1946), der Schriftsteller Pawlo Tytschyna (1891–1967), der Regisseur und Schriftsteller Oleksandr Dowschenko, der Regisseur und Schriftsteller Jurij Smolytsch sowie Serhij Buchalo und der Vizeministerpräsident der Ukraine Walerij Woschtschewskyj. Außerdem:
- Isaak Babel (1894–1940), sowjetischer Schriftsteller
- Serhij Buchalo (1907–1988), ukrainisch-sowjetischer Politiker und Wirtschaftswissenschaftler
- Walerija Hontarewa (* 1964), ukrainische Ökonomin und Präsidentin der Nationalbank der Ukraine
- Marija Ionowa (* 1978), ukrainische Politikerin
- Taras Kutowyj (1976–2019), ukrainischer Minister
- Wolodymyr Matwijenko (* 1938), ukrainischer Ökonom, Poet und ehemaliger Präsident der ukrainischen Nationalbank
- Oleksandr Russow (1847–1915), ukrainischer Statistiker, Anthropologe, Folklorist und Sozialaktivist
- Hlib Sahorij (* 1976), ukrainischer Politiker, Pharmazeut und Mäzen
- Wolodymyr Selenskyj (* 1978), ukrainischer Schauspieler und Präsident der Ukraine
- Oleh Senzow (* 1976), ukrainischer Filmregisseur
- Sizakele Sigxashe (1937–2011), südafrikanischer Wirtschaftswissenschaftler und Politiker
- Walerij Woschtschewskyj (* 1956),  ukrainischer Politiker